# Ephedra funerea
Ephedra funerea là một loài thực vật hạt trần trong họ Ephedraceae. Loài này được Coville & C.V.Morton mô tả khoa học đầu tiên năm 1935.